# باله شکمی

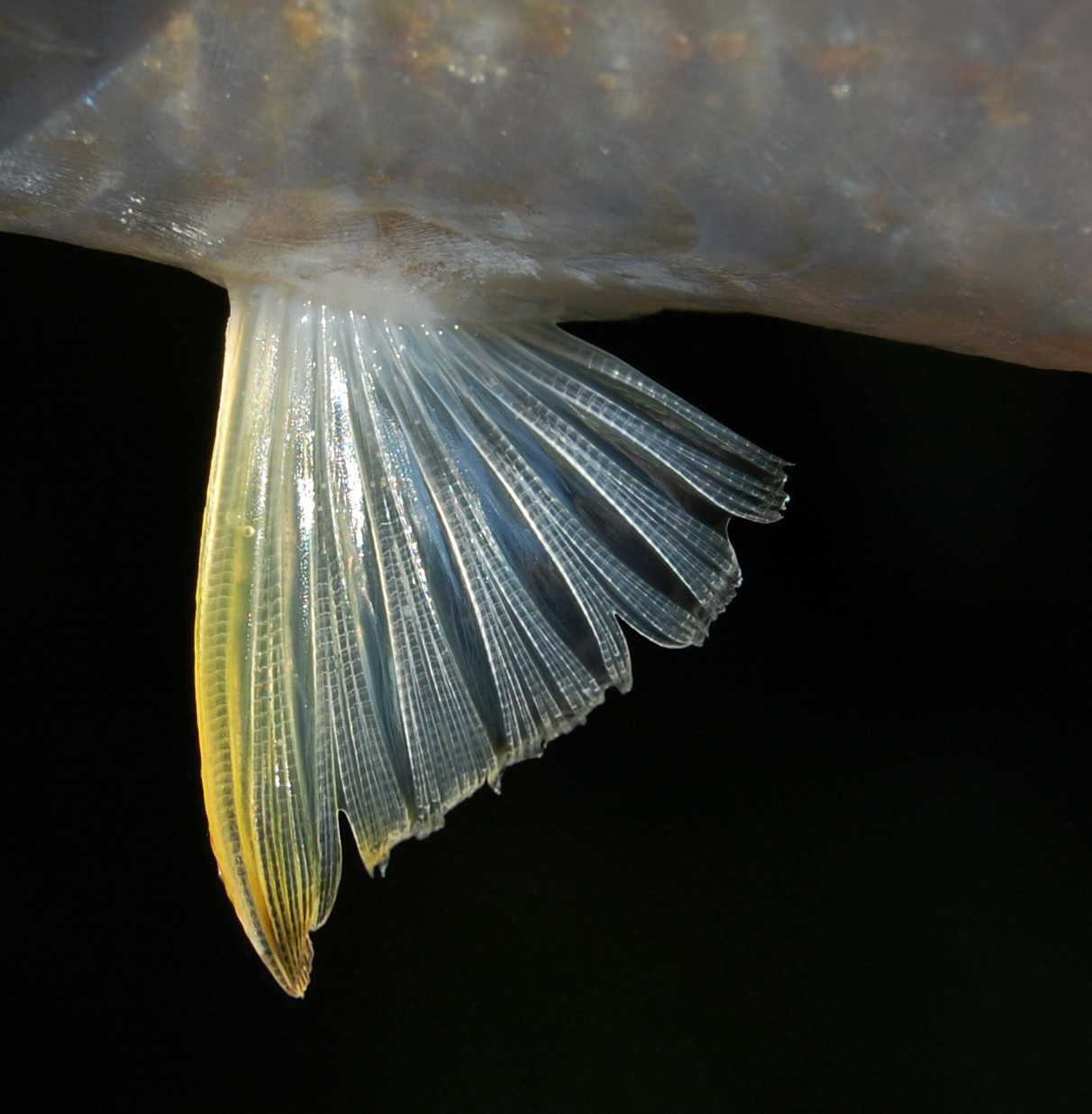
باله‌های شکمی از خار جاوا (Barbonymus gonionotus)

باله‌های شکمی یا باله‌های لگنی (به انگلیسی: Pelvic fin)، باله‌های جفتی هستند که در سطح شکمی ماهیان قرار گرفته‌اند، و پایین‌تر از تنها دو مجموعه از باله‌های جفت‌شده هستند (باله جفتی دیگر باله‌های سینه‌ای قرار گرفته در دو طرف بدن هستند). باله‌های شکمی هم‌ساخت با اندام‌های عقبی چهاراندامان هستند، که از ماهی‌های باله‌دار در طول دونین میانی تکامل یافته‌اند.